# Rudnea-Horodîșcenska, Malîn
Rudnea-Horodîșcenska (în ucraineană Рудня-Городищенська) este un sat în comuna Vorsivka din raionul Malîn, regiunea Jîtomîr, Ucraina.

## Demografie
Componența lingvistică a localității Rudnea-Horodîșcenska
     Ucraineană (100%)
Conform recensământului din 2001, toată populația localității Rudnea-Horodîșcenska era vorbitoare de ucraineană (100%).